# Ministri di grazia e giustizia e affari ecclesiastici del Regno di Sardegna
Il presente elenco raccoglie tutti i nomi dei titolari del Ministero di grazia e giustizia e affari ecclesiastici del Regno di Sardegna, dal 1848, col Governo Balbo fino al Governo Cavour III nel marzo 1861.

## Lista
| Ministro                       | Foto                              | Mandato                             | Governo                            |
| ------------------------------ | --------------------------------- | ----------------------------------- | ---------------------------------- |
| Federigo Sclopis di Salerano   |                                   | 16 marzo - 5 luglio 1848            | Governo Balbo                      |
| Pietro Gioja                   |                                   | 27 luglio - 10 agosto 1848          | Governo Casati                     |
| Felice Merlo                   |                                   | 15 agosto - 11 ottobre 1848         | Governo Alfieri                    |
| Felice Merlo                   | 11 ottobre - 3 dicembre 1848      | Governo Perrone                     |                                    |
| Urbano Rattazzi                |                                   | 16 dicembre 1848 - 17 febbraio 1849 | Governo Gioberti                   |
| Riccardo Sineo                 |                                   | 17 febbraio - 21 febbraio 1849      | Governo Gioberti                   |
| Riccardo Sineo                 | 24 febbraio - 23 marzo 1849       | Governo Chiodo                      |                                    |
| Cesare Cristiani di Ravarano   |                                   | 27 marzo - 29 marzo 1849            | Governo de Launay                  |
| Luigi de Margherita            |                                   | 30 marzo - 6 maggio 1849            | Governo de Launay                  |
| Luigi de Margherita            | 7 maggio - 20 dicembre 1849       | Governo d'Azeglio I                 |                                    |
| Giuseppe Siccardi              |                                   | Governo d'Azeglio I                 | 20 dicembre 1849 - 4 febbraio 1851 |
| Giovanni Filippo Galvagno      |                                   | Governo d'Azeglio I                 | 4 febbraio - 6 luglio 1851         |
| Giovanni de Foresta            |                                   | Governo d'Azeglio I                 | 6 luglio 1851 - 26 febbraio 1852   |
| Giovanni Filippo Galvagno      |                                   | Governo d'Azeglio I                 | 27 febbraio - 16 maggio 1852       |
| Carlo Bon Compagni di Mombello |                                   | 21 maggio 1852 - 22 ottobre 1852]   | Governo d'Azeglio II               |
| Carlo Bon Compagni di Mombello | 4 novembre 1852 - 27 ottobre 1853 | Governo Cavour I                    |                                    |
| Urbano Rattazzi, ad interim    |                                   | Governo Cavour I                    | 27 ottobre 1853 - 4 maggio 1855    |
| Urbano Rattazzi, ad interim    | 4 maggio - luglio 1855            | Governo Cavour II                   |                                    |
| Giovanni de Foresta            |                                   | Governo Cavour II                   | luglio 1855 - 19 luglio 1859       |
| Vincenzo Maria Miglietti       |                                   | 19 luglio 1859 - 21 gennaio 1860    | Governo La Marmora I               |
| Giovanni Battista Cassinis     |                                   | 21 gennaio - 23 marzo 1861          | Governo Cavour III                 |